# Ingrida Amantova
Ingrida Amantova (21 de junio de 1960) es una deportista soviética que compitió en luge. Participó en dos Juegos Olímpicos de Invierno en los años 1980 y 1984, obteniendo una medalla de bronce en Lake Placid 1980  en la prueba individual.

## Palmarés internacional
| Juegos Olímpicos | Juegos Olímpicos             | Juegos Olímpicos  | Juegos Olímpicos |
| Año              | Lugar                        | Medalla           | Prueba           |
| ---------------- | ---------------------------- | ----------------- | ---------------- |
| 1980             | Lake Placid (Estados Unidos) | Medalla de bronce | Individual       |